# Pantheon (TV-serie)
Pantheon är en amerikansk animerad sci-fi- och actiondramaserie vars första säsong hade premiär den 1 september 2022 på  AMC+. Serien är skapad av Craig Silverstein. Den andra säsongen hade premiär på Netflix den 21 februari 2025.

## Handling
Serien kretsar kring en ung kvinna som börjar få meddelanden från ett okänt nummer som påstår sig vara hennes avlidne far. När hon försöker avslöja sanningen, snubblar hon över en större konspiration som involverar singulariteten.

## Rollista (i urval)
- Katie Chang – Madison "Maddie" Kim
- Paul Dano – Caspian Keyes
- Aaron Eckhart – Cary Duval
- Rosemarie DeWitt – Ellen Kim
- Chris Diamantopoulos – Julius Pope
- Raza Jaffrey – Vinod Chanda
- Daniel Dae Kim – David Kim
- Ron Livingston – Dr. Peter Waxman
- Taylor Schilling – Renee